# Vészi Gyula
Vészi Gyula (Nagymaros, 1888. június 29. – Budapest, Józsefváros, 1918. november 1.) orvos, biológus, egyetemi tanár, Vészi Margit (1885–1961) újságíró, műfordító testvére.

## Életpályája
Vészi József (1858–1940) hírlapíró, főszerkesztő és Keményfi Franciska (1866–1945) fiaként született zsidó polgári családban. A Magyar Királyi Tanárképző-Intézeti Gyakorló Főgimnáziumban érettségizett (1906), majd a Göttingeni Egyetem Orvostudományi Karán folytatta tanulmányait. Oklevelét Bonnban szerezte meg, 1912-ben. Ezt követően Max Verworn élettanprofesszor asszisztenseként dolgozott és az idegrendszer ingervezetési mechanizmusait kutatta.
Az első világháború kitörésekor, 1914-ben, a Bonni Egyetemen a fiziológia magántanárává nevezték ki. Önkéntesként bevonult a német hadseregbe, de magyar állampolgársága miatt hamarosan leszerelték. Német feleségével hazatért Magyarországra, s újból bevonult. A háború alatt mint ezredorvos teljesített szolgálatot. 1917 augusztusában a román fronton súlyoson megsebesült. Egy gránátszilánk ment keresztül a lábán és a sok vérveszteség annyira legyengítette, hogy Kolozsvárra szállították, ahol a Vöröskereszt Kórházban helyezték el. Apja közbenjárására feleségével és lányával (Évával) együtt Budapestre szállították. Felgyógyulása után a Pénzintézeti Hadikórház osztályvezető főorvosa és bakteriológusa lett. Budapesti beosztása idején a Budapesti Tudományegyetem gyógyszertani laboratóriumában dolgozva folytatta tudományos munkáját. 1918 októberében a Debreceni Tudományegyetem Élettani Tanszékének nyilvános rendes tanárává, tanszéki igazgatójává nevezte ki. Korai halála miatt azonban egyetlen napot sem taníthatott. Előbb felesége, majd egy nappal később ő is a spanyolnátha áldozata lett. Gyermeküket Vészi Jolán és férje, Bíró Lajos vették magukhoz. Ő írta a Deutsches Medizinisches Handelslexikon biológiával foglalkozó részét és több mint 30 tanulmányt publikált a Zeitschrift für Allgemeine Physiologie című lapban.
A Salgótarjáni utcai zsidó temetőben nyugszik.

## Díjai, elismerései
- Ferenc József-rend lovagkeresztje hadidíszítménnyel és a kardokkal (1917)